# Joan-Ferran Cabestany i Fort
Joan-Ferran Cabestany y Fort (Barcelona, 1930-ibídem, 26 de septiembre de 2013). Historiador, pionero en el estudio de la demografía de la Edad Media en Cataluña. Profesor de la Universidad de Barcelona (1964-84), conservador del Archivo Histórico de la Ciutat de Barcelona (1961-74 y 1990-95) y director del Museo de Historia de esta (1987-90). Secretario de la Sociedad Catalana de Estudios Históricos, fue presidente de los Amigos del Arte Románico (1983-99) y del Archivo Bibliográfico de Santes Creus (1995-2001). Fue miembro de los patronatos de Santes Creus (1969-2001) y, desde el 1994, del de la Seu Vella de Lérida. Fue también miembro del consejo asesor de la obra colectiva Cataluña Románica (1990), y miembro numerario del Instituto de Estudios Catalanes (1999).
Publicó, entre otros trabajos, Alfons el Cast (1960); Expansió catalana per la Mediterrània (1967); Jaume I (1208-1276), esbós d'una biografia (1976); Els mercaders catalans i l'illa de Sardenya (1984); Reial monestir de Santes Creus: Guia històrica i arquitectònica (1997); La marca de l'Alt Gaià: el castell de Queralt (segles viii-xii) (2000), L'hospital de la Santa Creu. 1401 (2001), Jaume I. Conqueridor i home de govern. 1208-1276 (2004).